# Poslední dny Johna Browna

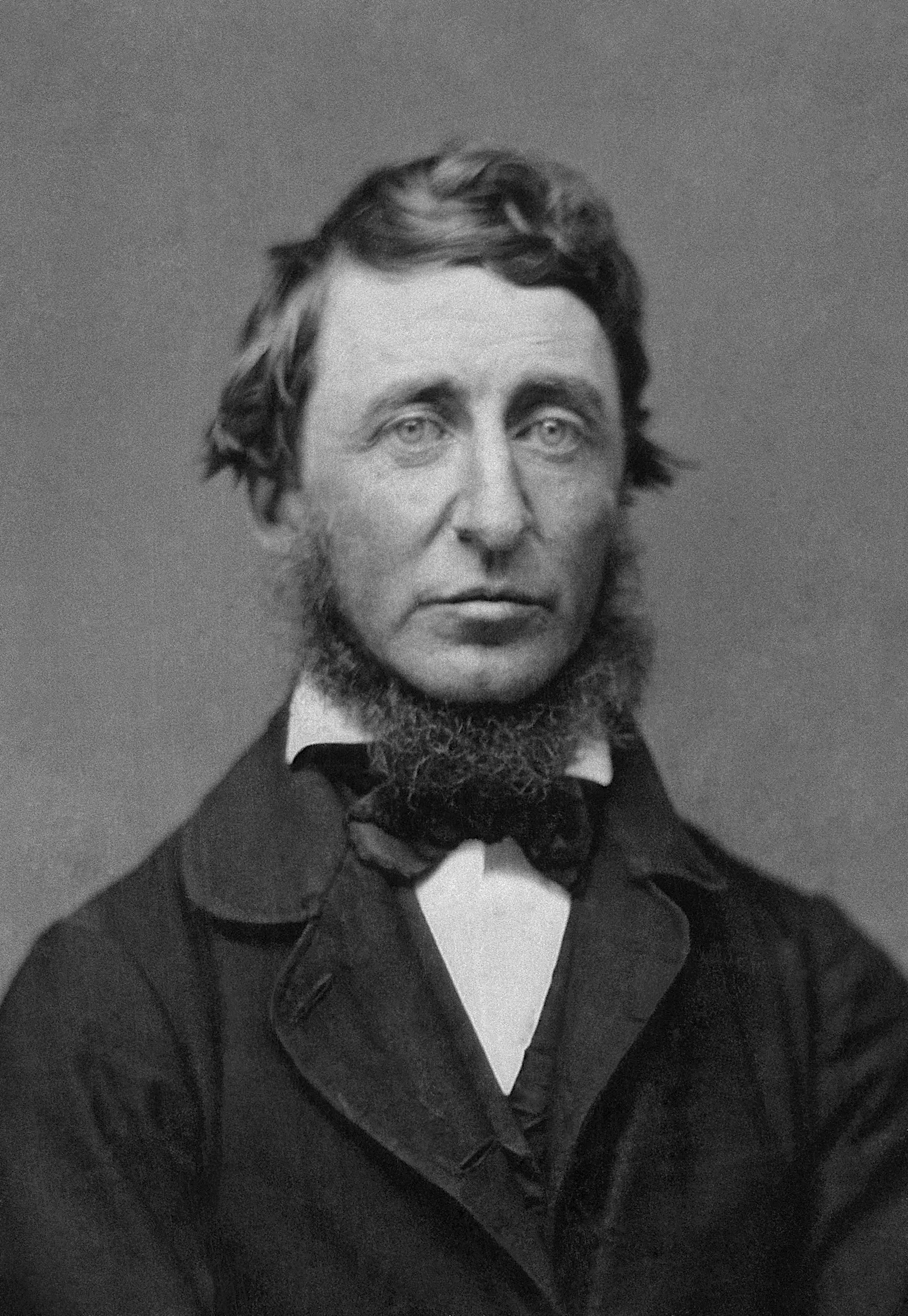
Henry David Thoreau, autor Posledních dnů Johna Browna

Poslední dny Johna Browna (v angl. originále The Last Days of John Brown) je krátký esej amerického transcendentalistického filozofa H. D. Thoreaua poprvé přednesený v červenci roku 1860 na vzpomínkové akci na Brownově farmě ve státě New York, ale publikován byl až v roce 1866. Je to poslední ze tří esejů, které Thoreau věnoval Johnu Brownovi a stejně jako ony předešlé eseje se nese v duchu chvalořečení jeho osoby.

## Obsah
Thoreau se podivuje nad tím, „jak mohli svědomití kazatelé – ti, kteří se řídí biblí a hovoří o zásadovosti a o tom, že máme s lidmi jednat tak, jak chceme, aby oni jednali s námi – neocenit Johna Browna, naprosto největšího kazatele ze všech, jenž podle bible žil i jednal a představoval ztělesnění zásadovosti a v podstatě konal podle zlatého pravidla.
V posledním odstavci jej označuje za nesmrtelného:
| „ | V den, kdy získal nesmrtelnost, jsem se samozřejmě doslech, že byl oběšen, ale netušil jsem, co to znamená, a nepociťoval jsem kvůli tomu žádný zármutek. Že skonal, jsem se teprve za den či dva dozvěděl, neuvěřím tomu však nikdy. Mám dojem, že ze všech lidí, kteří byli označování za mé současníky, John Brown jako jediný nezemřel. Kdykoliv teď slyším o někom, kdo se jmenuje Brown - a o takových lidech slýchám celkem často -, a kdykoliv se dozvím o nějakém mimořádně odvážném a čestném člověku, vždy si ihned vzpomenu na Johna Browna a říkám si, zda s ním není nějak spřízněn. Johna Browna potkávám každou chvíli. Žije více než kdy dříve. Dosáhl nesmrtelnosti. Není již spjatý se Severní Elbou či s Kansasem a nepůsobí v utajení. působí veřejně, za nejjasnějšího světla, jaké září na tuto zemi. | “ |